# Actumnus taiwanensis
Actumnus taiwanensis is een krabbensoort uit de familie van de Pilumnidae. De wetenschappelijke naam van de soort is voor het eerst geldig gepubliceerd in 2001 door Ho, Yu & Ng.